# Добри До (Смедерево)
Добри До је насељено место града Смедерева у Подунавском округу. Према попису из 2022. било је 810 становника и 295 домаћинства.

## Прошлост
У месту почетком 20. века постоји народна основна школа. Ту су до 1908. године радили као учитељи супружници Ленка и Михаило Драговић.
Српска православна црква је посвећена светитељки Огњеној Марији.

## Демографија
У насељу Добри До живи 866 пунолетних становника, а просечна старост становништва износи 40,7 година (39,3 код мушкараца и 42,1 код жена). У насељу има 301 домаћинство, а просечан број чланова по домаћинству је 3,71.
Ово насеље је великим делом насељено Србима (према попису из 2002. године), а у последња три пописа, примећен је пад у броју становника.
|  |

| Демографија | Демографија | Демографија |
| Година      | Становника  | Становника  |
| ----------- | ----------- | ----------- |
| 1948.       | 1.657       |             |
| 1953.       | 1.660       |             |
| 1961.       | 1.593       |             |
| 1971.       | 1.436       |             |
| 1981.       | 1.361       |             |
| 1991.       | 1.274       | 1.235       |
| 2002.       | 1.118       | 1.160       |
| 2011.       | 971         |             |
| 2022.       | 810         |             |

| Етнички састав према попису из 2002.‍ | Етнички састав према попису из 2002.‍ | Етнички састав према попису из 2002.‍ | Етнички састав према попису из 2002.‍ | Етнички састав према попису из 2002.‍ |
| ------------------------------------ | ------------------------------------ | ------------------------------------ | ------------------------------------ | ------------------------------------ |
|                                      |                                      |                                      |                                      |                                      |
| Срби                                 | Срби                                 |                                      | 1.111                                | 99,37%                               |
| Муслимани                            | Муслимани                            |                                      | 1                                    | 0,08%                                |
| Македонци                            | Македонци                            |                                      | 1                                    | 0,08%                                |
| непознато                            | непознато                            |                                      | 5                                    | 0,44%                                |

| Година пописа     | 1948. | 1953. | 1961. | 1971. | 1981. | 1991. | 2002. |
| ----------------- | ----- | ----- | ----- | ----- | ----- | ----- | ----- |
| Број домаћинстава | 319   | 332   | 347   | 340   | 331   | 318   | 301   |

| Број чланова      | 1  | 2  | 3  | 4  | 5  | 6  | 7  | 8 | 9 | 10 и више | Просек |
| ----------------- | -- | -- | -- | -- | -- | -- | -- | - | - | --------- | ------ |
| Број домаћинстава | 47 | 61 | 48 | 42 | 31 | 42 | 18 | 7 | 2 | 3         | 3,71   |

| Пол    | Укупно | Неожењен/Неудата | Ожењен/Удата | Удовац/Удовица | Разведен/Разведена | Непознато |
| ------ | ------ | ---------------- | ------------ | -------------- | ------------------ | --------- |
| Мушки  | 454    | 131              | 278          | 30             | 10                 | 5         |
| Женски | 464    | 86               | 280          | 91             | 7                  | 0         |
| УКУПНО | 918    | 217              | 558          | 121            | 17                 | 5         |

| Пол    | Укупно                    | Пољопривреда, лов и шумарство | Рибарство                            | Вађење руде и камена | Прерађивачка индустрија       |
| ------ | ------------------------- | ----------------------------- | ------------------------------------ | -------------------- | ----------------------------- |
| Мушки  | 308                       | 214                           | 0                                    | 0                    | 47                            |
| Женски | 160                       | 132                           | 0                                    | 0                    | 7                             |
| УКУПНО | 468                       | 346                           | 0                                    | 0                    | 54                            |
| Пол    | Производња и снабдевање   | Грађевинарство                | Трговина                             | Хотели и ресторани   | Саобраћај, складиштење и везе |
| Мушки  | 1                         | 6                             | 11                                   | 0                    | 9                             |
| Женски | 0                         | 0                             | 7                                    | 1                    | 0                             |
| УКУПНО | 1                         | 6                             | 18                                   | 1                    | 9                             |
| Пол    | Финансијско посредовање   | Некретнине                    | Државна управа и одбрана             | Образовање           | Здравствени и социјални рад   |
| Мушки  | 0                         | 2                             | 1                                    | 4                    | 7                             |
| Женски | 1                         | 0                             | 2                                    | 5                    | 5                             |
| УКУПНО | 1                         | 2                             | 3                                    | 9                    | 12                            |
| Пол    | Остале услужне активности | Приватна домаћинства          | Екстериторијалне организације и тела | Непознато            | Непознато                     |
| Мушки  | 1                         | 0                             | 0                                    | 5                    | 5                             |
| Женски | 0                         | 0                             | 0                                    | 0                    | 0                             |
| УКУПНО | 1                         | 0                             | 0                                    | 5                    | 5                             |